# Monel

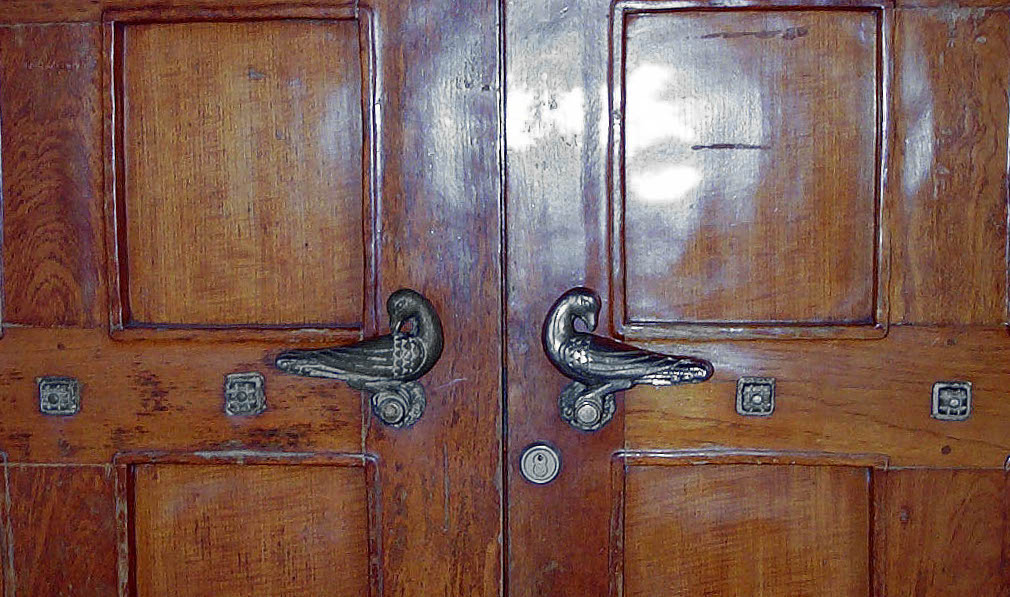
Ozdobné dveřní kliky z monelu (Pensylvánie)

Monel či Monelův kov je slitina niklu a mědi. Název Monel je registrován jako trademark americké firmy Special Metals Corporation. Monel vyrobil v roce 1901 Robert Crooks Stanley, slitinu pojmenoval po tehdejším prezidentu firmy Ambrose Monellovi.
Monel vykazuje výborné mechanické vlastnosti a chemickou odolnost v náročném prostředí, např. v dlouhodobém kontaktu se slanou vodou, ale i v chemickém průmyslu. Často bývá využit tam, kde již nedostačují vlastnosti nerezových ocelí.

## Složení
- Nikl (asi 65%) (poznámka: nikl a kobalt)
- Měď (asi 30%)
- Železo (asi 2,5%)

Zbytek (asi 2,5%) připadá na ostatní prvky, které se v monelu vyskytují buď jako znečištění, nebo jsou přidávány záměrně pro nastavení požadovaných vlastností: mangan, křemík, hliník, titan, uhlík a síra.

## Fyzikální vlastnosti
- Hustota: 8,83 g/cm³
- Teplota tání: 1315 až 1350 °C

## Použití
Plechy, trubky, ventily, nosné části, spojovací materiál (např. Nýtovací matice) v korozivním prostředí, i při vysokých teplotách. Dále je využíván jako filtrační síto v aplikacích kryogenní techniky (hlavně u kapalného kyslíku).
Síťka z monelu se používá jako distanční vrstva při pájení materiálů s rozdílnou tepelnou roztažností (např. ocel a slinutý karbid), aby byla zajištěna rovnoměrná vrstva pájky, která umožní vyrovnání pnutí při chladnutí spoje.